# KM3NeT
Il telescopio per neutrini KM3NeT (Cubic Kilometre Neutrino Telescope) è un'infrastruttura di ricerca europea situata sui fondali del Mar Mediterraneo. Esso ospita telescopi sottomarini di tipo Čherenkov, progettati per rivelare e studiare neutrini provenienti da lontane sorgenti astrofisiche ma anche dalla nostra atmosfera. Contribuisce significativamente allo studio dell'astrofisica e della fisica delle particelle.
Griglie composte da migliaia di moduli ottici rilevano la debole luce Čherenkov nelle profondità marine. Questa è prodotta da particelle cariche generate nelle interazioni dei neutrini con l'acqua o la roccia nei pressi del rivelatore. La posizione, la direzione dei moduli ottici e il tempo di arrivo della luce sui fotomoltiplicatori al loro interno vengono misurati con molta precisione. In tal modo, possono essere ricostruite le traiettorie delle particelle rivelate.
Il progetto KM3NeT prevede la costruzione di più rivelatori nelle profondità del Mar Mediterraneo. Lungo le coste meridionali Europee (al largo di Tolone, Francia) il sito KM3NeT-Fr ospita il rivelatore ORCA (Oscillation Research with Cosmics in the Abyss). Invece al largo di Portopalo di Capo Passero (in Sicilia, Italia) il sito KM3NeT-It ospita il rivelatore ARCA (Astroparticle Research with Cosmics in the Abyss). Entrambi i rivelatori sono attualmente in presa dati. Infine, KM3NeT-Gr al largo di Pylos (Peloponneso, Grecia) è il sito disponibile per espandere l'infrastruttura di ricerca KM3NeT per una prossima fase di sviluppo.
KM3NeT prosegue il lavoro svolto dal telescopio per neutrini che lo ha preceduto, ANTARES, che è stato in funzione tra il 2008 e il 2022 ed era situato al largo delle coste francesi.
La supervisione, la governance e la gestione dell'implementazione e del funzionamento di KM3NeT sono condotte da una collaborazione internazionale che coinvolge più di 68 istituzioni di 21 Paesi di tutto il mondo. La comunità di KM3NeT è composta da circa 360 scienziati, oltre a ingegneri e tecnici.

## Obiettivi scientifici
Gli obiettivi principali della collaborazione KM3NeT sono:
1. La scoperta e la successiva osservazione di sorgenti di neutrini ad alta energia nell'Universo, esplorando un'ampia varietà di oggetti cosmici come resti di supernove, lampi gamma, supernove o collisione di stelle. Identificando i neutrini provenienti da queste sorgenti, KM3NeT mira a fornire informazioni sulle origini dei raggi cosmici e sui meccanismi che guidano alcuni degli eventi più estremi dell'universo.
2. Indagini approfondite sulle proprietà fondamentali dei neutrini, in particolare le oscillazioni dei neutrini atmosferici. Tramite questi studi si può infatti determinare la gerarchia di massa dei neutrini. La capacità di distinguere tra i diversi stati di massa dei neutrini fornirà informazioni cruciali sulla loro natura e sul loro ruolo nel Modello Standard della fisica delle particelle.

Oltre a questi obiettivi scientifici primari, KM3NeT è anche un potente strumento per la ricerca della materia oscura nell'universo. Inoltre, l'infrastruttura di ricerca accoglie anche strumenti dedicati ad altre discipline scientifiche, tra cui biologia marina, oceanografia e geofisica, permettendo il monitoraggio a lungo termine e in tempo reale dell'ambiente marino e del fondale oceanico a diversi chilometri di profondità.
Il rivelatore ARCA è un telescopio avente dimensioni pari ad un chilometro cubo ed è stato progettato per individuare sorgenti di neutrini provenienti dal cosmo. Il rivelatore ORCA, invece, è stato ottimizzato per studiare le proprietà dei neutrini, consentendo di approfondire tematiche legate alla fisica delle particelle.

## Progettazione

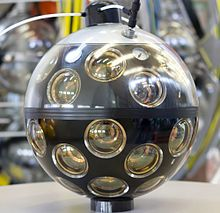
Modulo ottico digitale (Digital Optical Module - DOM) KM3NeT in laboratorio

Le infrastrutture di KM3NeT in Francia e in Italia sono progettate per essere composte da quasi 200 000 sensori sensibili alla luce (tubi fotomoltiplicatori) distribuiti in tre blocchi: due per KM3NeT/ARCA e uno per KM3NeT/ORCA. Ogni blocco comprende 115 stringhe flessibili che si sviluppano in verticale e sono chiamate unità di rilevamento (detection unit - DU). Ogni stringa è ancorata al fondale marino e supporta 18 moduli ottici di forma sferica. Questi moduli ottici possono resistere alle alte pressioni e ognuno contiene 31 tubi fotomoltiplicatori. Ogni blocco costituisce quindi una matrice tridimensionale di foto-sensori utilizzati per rilevare la luce Čherenkov prodotta dalle particelle relativistiche generate nelle interazioni dei neutrini.
Il sito KM3NeT-It, che ospita il rivelatore ARCA, si trova a 3450 m di profondità ed è ottimizzato per la rivelazione di neutrini cosmici di alta energia nell'intervallo TeV-PeV grazie a un'ampia spaziatura dei moduli ottici: i 18 moduli sono approssimativamente equidistanti su stringhe lunghe circa 700 m e distanziate tra loro da circa 90 m.
Il sito KM3NeT-Fr, che ospita il rivelatore ORCA, si trova a una profondità di 2475 m. I moduli ottici più ravvicinati rendono il rivelatore ORCA ottimizzato per la rivelazione di neutrini con energie dell'ordine del GeV. ORCA sarà composto da 115 stringhe in una griglia triangolare di 20 m, con una distanza di 9 m tra i moduli ottici di ogni stringa. Complessivamente, l'array ha un diametro di circa 210 metri e le stringhe sono lunghe 200 metri.
La posizione dei moduli ottici e il tempo di arrivo della luce sui fotomoltiplicatori al loro interno devono essere misurati con estrema precisione. Ogni modulo ottico ha un diametro di circa 44 centimetri e contiene 31 tubi fotomoltiplicatori da tre pollici (circa 7.6 cm) provvisti di elettronica di supporto. Inoltre, ogni modulo ottico è collegato alla stazione di controllo a terra tramite una rete in fibra ottica con ampia larghezza di banda.
Attraverso una rete elettro-ottica di cavi e scatole di giunzione sul fondo del mare, i moduli ottici sono collegati alle stazioni di controllo a terra per l'alimentazione elettrica, il controllo dei rivelatori e la trasmissione dei dati.
Poiché le stringhe contenenti i moduli ottici sono soggette al movimento delle correnti marine, la loro posizione e orientazione, così come quella dei fotomoltiplicatori al loro interno, vengono monitorate in tempo reale. Questo avviene attraverso un sistema acustico per il posizionamento e un sistema di bussole per l’orientamento.
Inoltre, ogni modulo ottico è dotato di un LED in grado di emettere impulsi luminosi, utilizzati per la calibrazione temporale dei fotomoltiplicatori.
Ogni rivelatore di KM3NeT è supportato da una farm di computer situata nella stazione di controllo a terra. Questa infrastruttura esegue un primo filtraggio dei dati prima di trasmetterli al centro dati di KM3NeT, dove vengono archiviati e successivamente analizzati dagli scienziati della collaborazione.
Numerosi video realizzati dalla collaborazione documentano le fasi di costruzione e installazione in mare di diverse componenti del rivelatore.

## Costruzione
La progettazione di KM3NeT è di tipo modulare e la costruzione avviene per fasi. L'implementazione della struttura di ricerca KM3NeT è iniziata nel 2012 con la costruzione delle infrastrutture sul fondale marino nei siti KM3NeT-Fr e KM3NeT-It.
Nel 2013 il prototipo di un modulo ottico di KM3NeT è stato integrato nel telescopio ANTARES ed ha raccolto dati per circa un anno.
Successivamente, tra il 2014 e il 2015 il prototipo di una stringa di KM3NeT ha raccolto dati nel sito italiano KM3NeT-It.
La seconda fase di costruzione comprende il completamento dei rivelatori ARCA e ORCA rispettivamente nei siti KM3NeT-It e KM3NeT-Fr. Tra il 2017 e il 2024, nel sito ORCA sono state installate 24 unità di rilevamento, mentre nel sito ARCA ne sono state installate 33, per cui alla fine del 2024, più del 10% del rilevatore era in presa dati.

## Risultati scientifici
Nonostante la configurazione solo parziale del rivelatore KM3NeT, la collaborazione ha già pubblicato alcuni risultati rilevanti in riviste scientifiche con revisione tra pari. Di seguito elenchiamo alcuni tra i più importanti risultati.
I parametri di oscillazione dei neutrini atmosferici sono stati misurati usando le prime 6 linee del rivelatore ORCA: sin2(θ23) = 0,51+0,04
−0,05, e ∆m231 = 2,18+0,25
−0,35 × 10−3 eV2 {\displaystyle \cup }  { -2,25; -1,76 } × 10−3 eV2 al 68% livello di confidenza.
È stata condotta un'analisi sui dati KM3NeT per individuare possibili controparti di neutrini durante il terzo ciclo di osservazione degli interferometri LIGO e Virgo nel periodo 2019-2020. Tuttavia, non è stato rilevato alcun eccesso significativo di neutrini associato alle sorgenti presenti nei cataloghi di onde gravitazionali. Per ciascuna sorgente sono stati determinati i limiti superiori al flusso di neutrini e all'energia totale da questi emessa nei relativi intervalli energetici. Inoltre, sono state effettuate analisi per cercare eccessi di neutrini combinando oggetti appartenenti a specifiche categorie di eventi gravitazionali, quali: fusioni di sistemi binari di buchi neri e di sistemi binari misti (composti da stelle di neutroni e buchi neri). Questi studi hanno permesso di vincolare l’emissione caratteristica dei neutrini per queste categorie di eventi.
Utilizzando le stringhe installate e disponibili (10 di ORCA e 21 di ARCA), è stato condotto uno studio di follow-up sul transiente eccezionalmente luminoso rilevato dal Gamma-Ray Burst Monitor del satellite Fermi il 9 ottobre 2022. L'analisi non ha individuato possibili neutrini in coincidenza con la posizione del transiente. Sono stati quindi riportati solo i limiti superiori all'emissione di neutrini associata.
Sono inoltre stati pubblicati molti altri studi su: decadimento invisibile dei neutrini, neutrini sterili, interazioni non standard tra neutrini, ricerca della materia oscura, decoerenza quantistica nelle oscillazioni dei neutrini, muoni atmosferici, flusso diffuso di neutrini, emissione da sorgenti puntiformi, galassie starburst, supernove con collasso del nucleo e analisi combinate con altri esperimenti come JUNO e CTA.
Inoltre, sulla base di dettagliate simulazioni Monte Carlo, le prospettive dei rivelatori KM3NeT per ORCA e ARCA sono presentate in pubblicazioni esemplificative..
L'elenco completo dei documenti scientifici e tecnici di KM3NET è disponibile su INSPIRE-HEP. KM3NeT è impegnata nella pubblicazione ad accesso aperto.

## KM3-230213A
Il 13 febbraio 2023, alle 01:16:47 UTC, è stato osservato un muone ad altissima energia che ha attraversato il rivelatore ARCA del sito KM3NeT-It. L'evento è denominato KM3-230213A. Al momento dell'osservazione, erano in funzione 21 linee di rivelazione di ARCA. La traiettoria dei muoni è stata ricostruita a partire dai tempi e dalle posizioni dei primi segnali di fotoni (hit) registrati sui fotomoltiplicatori dei moduli ottici. 
La direzione di KM3-230213A è ricostruita come quasi orizzontale, 0,6 gradi sopra l'orizzonte. L'energia dei muoni misurata è di 120 petaelettronvolt (PeV) con un'incertezza compresa tra +110 PeV e -60 PeV. Data l'energia enormemente elevata e la direzione vicina all'orizzonte, il muone ha probabilmente avuto origine dall'interazione di un neutrino cosmico di energia ancora più elevata nelle vicinanze del rivelatore. L'energia del neutrino che produce tali muoni nel rivelatore ARCA è stimata a 220 PeV. KM3-230213A è l'evento di neutrino a più alta energia osservato finora (Febbraio 2025). 
L'enorme energia suggerisce che il neutrino potrebbe aver avuto origine in un acceleratore cosmico diverso dai neutrini di minore energia, oppure che questa potrebbe essere la prima rilevazione di un neutrino cosmogenico, proveniente dalle interazioni dei raggi cosmici di altissima energia con i fotoni di fondo dell'Universo.

## Relazione con le istituzioni europee
Nel 2006 KM3NeT è stato incluso nella roadmap dell'European Strategy Forum on Research Infrastructure (ESFRI), che riconosce l'infrastruttura di ricerca KM3NeT come una priorità per le esigenze scientifiche dell'Europa nei prossimi 10-20 anni. Il supporto è stato rinnovato dal Consiglio dell'Unione Europea per il periodo 2019-2026, consentendo, ad esempio, il lancio del progetto KM3NeT-INFRADEV2 (2023-2025) per la piena realizzazione dell'infrastruttura di ricerca KM3NeT.
KM3NeT ha beneficiato di vari finanziamenti attraverso i programmi europei di ricerca e innovazione, tra cui Horizon 2020 e Horizon Europe. Inoltre, l'implementazione dei siti di installazione di KM3NeT ha ricevuto finanziamenti attraverso il Fondo europeo di sviluppo regionale (ERDF), confermando il potenziale economico, sociale e territoriale di KM3NeT a livello regionale.
Infine, KM3NeT ha partecipato a numerosi progetti europei, guidati da partner della Collaborazione. Ad esempio, KM3NeT fa parte della rete EMSO, fornendo accesso a lungo termine alla ricerca sulle scienze della Terra e del mare. KM3NeT ha partecipato al progetto ASTERICS, e continua a partecipare all'iniziativa europea per la Scienza Aperta EOSC, così come al relativo progetto ESCAPE. Infine, KM3NeT è anche impegnato nella citizen science, in particolare attraverso il progetto REINFORCE.

## Global Neutrino Network
Insieme ad ANTARES, Baikal, IceCube, P-ONE e RNO-G, KM3NeT fa parte della Rete Globale dei Neutrini.

## Recenti studi

### KM3-230213A

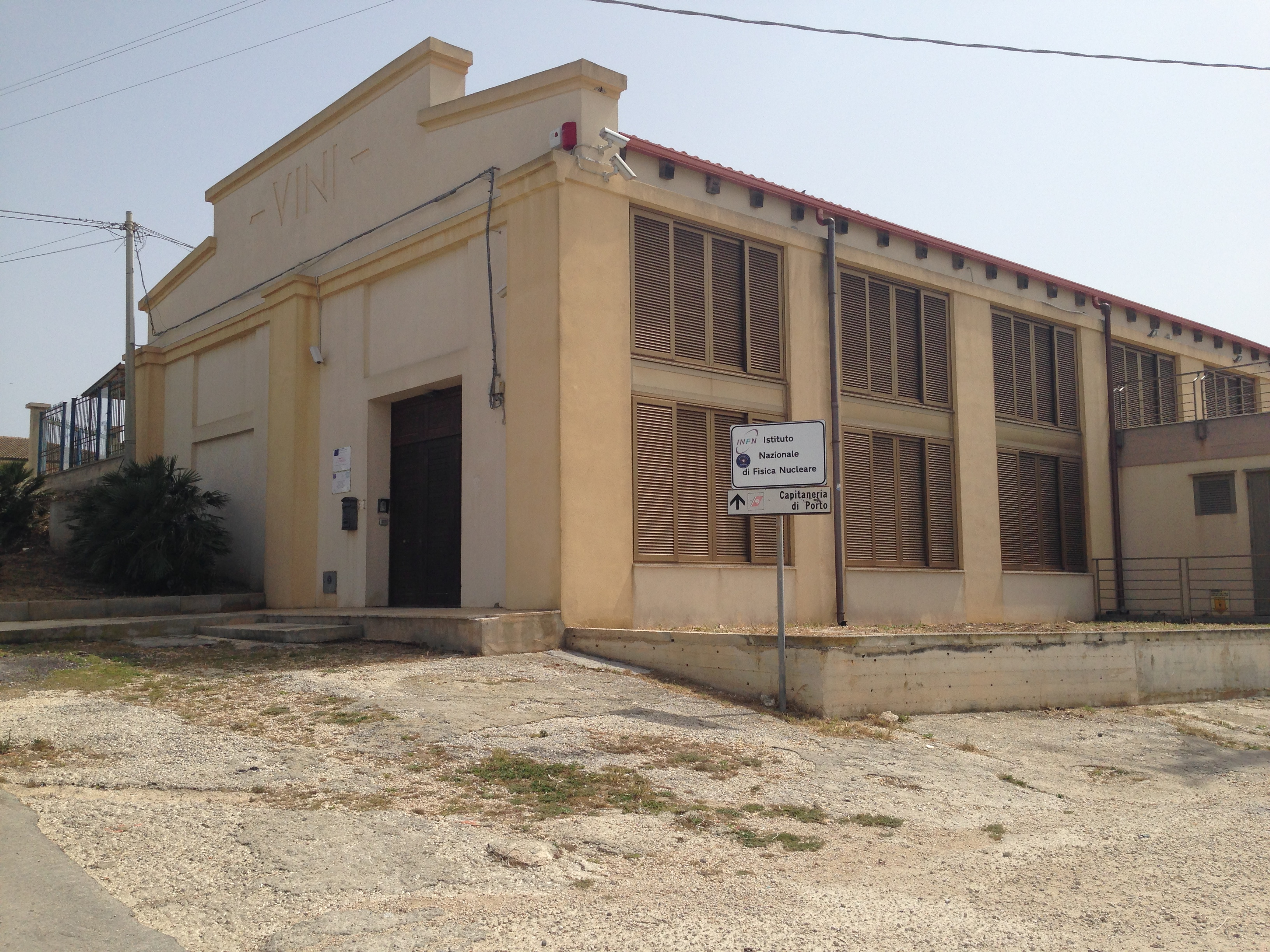
Edificio INFN a Portopalo

I risultati sono stati annunciati su Nature. Il neutrino cosmico, noto come KM3-230213A, detiene un'energia record di 220 milioni di miliardi di elettronvolt (220 PeV), ossia in termini di paragone 20.000 volte superiore a quella delle particelle accelerate nel Large Hadron Collider (LHC) del CERN, il più grande acceleratore esistente. La particella è stata rilevata grazie a un bagliore bluastro (denominato effetto Čerenkov) avvenuto il 13 febbraio 2023. Tuttavia, i ricercatori hanno scelto di effettuare ulteriori verifiche, impiegando due anni per analizzare i dati, data l'eccezionale natura dell'evento. La scoperta di un sorta di "messaggero proveniente da regioni sconosciute" rappresenta la prima evidenza della generazione di neutrini di tali elevate energie nell'universo. Le possibili interpretazioni sono numerose. Soltanto con futuri studi su eventi simili si delineerà un quadro interpretativo più dettagliato.
Tale scoperta è stato oggetto del dibattito nel corso di un evento congiunto a Roma, presso l'Istituto Nazionale di Fisica Nucleare (INFN). Il 12 febbraio 2025 è stato comunicato che il complesso sistema di rilevamento sottomarino collocato in Italia – «A.R.C.A. » (Astroparticle Research with Cosmics in the Abyss) del telescopio KM3NeT è un dispositivo unico al mondo situato a 3.450 metri di profondità, a circa 80 chilometri da Portopalo di Capo Passero, in Sicilia, al largo della costa ionica –, ha così rilevato un primo sorprendente dato: esistono neutrini dall'altissimo valore energetico che attraversano la Terra in nanosecondi, evidenziando il massimo dato mai registrato finora dalla ricerca. Si aprono nuove prospettive verso territori ancora inesplorati dell'Universo e rappresenta un passo significativo nel campo dell'astrofisica delle particelle.